# تجريف المقابر خلال الحرب الفلسطينية الإسرائيلية 2023

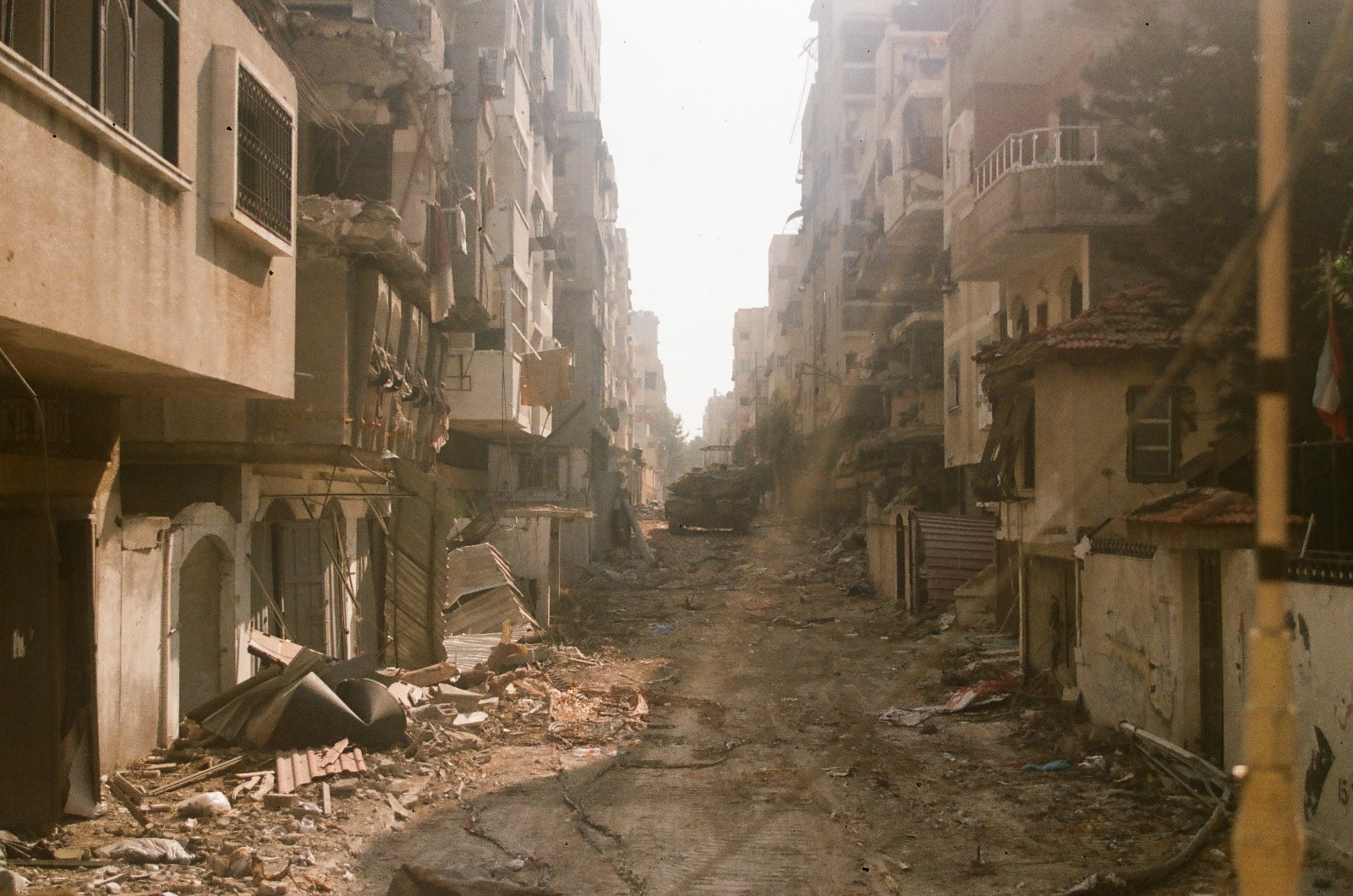
دبابة ميركافا في قطاع غزة في 4 يناير 2024.

بعد نحو ثلاثة أشهر من عملية طوفان الأقصى، لم يتوقع فلسطينيون كثر أن يمروا على قبور أحبائهم، ليروها محاطة بآثار تجريف واضحة ودهس عدد كبير من مقابر قطاع غزة. ويعتقد الإسرائيليون أن جثث رهائن إسرائيليين يتم دفنها في هذه المقابر.
ذكرت شبكة سي إن إن في 20 يناير/كانون الثاني 2024، أن ما مجموعه 16 مقبرة في غزة قد تضررت.
ويُعتبر التدمير المتعمد للمواقع الدينية دون ضرورة عسكرية هو جريمة حرب محتملة.

## مقبرة حي التفاح
في الخامس من يناير 2024 قامت قوات الإحتلال الصهيوني بتجريف مقبرة الشهداء بحي التفاح وينبش حوالي 1100 قبر ورمي الجثث على قارعة المقبرة وسرقة 150 جثة. وإنسحبت قوات الإحتلال مخلفة ورائها قبورا مفتوحة وأسماء موتى على شواهد محطمة، بل وأجزاء من جثامين متناثرة على قارعة الطريق. عمليات تجريف وإنتهاك لحرمة الموتى تكررت عدة مرات مخلفة ورائها صدمة في نفوس الفلسطينيين والمتابعين للعدوان الإسرائيلي على غزة. وتعتمد قوات الإحتلال في توغلاتها على الدبابات ميركافا والحاملات للجند والجرافات لتدمير منازل المواطنين وتجريف الطرقات وإلحاق أكبر ما يمكن من الدمار.

## مقبرة الحي النمساوي
وفي السابع عشر من يناير 2024، جرفت قوات الاحتلال مقبرة الحي النمساوي قبل انسحابها من منطقة خان يونس، موضحا أن هذه المقبرة تقع بجوار المستشفى الميداني الأردني. كما قام الجيش بتدمير لمقبرة المدينة بسحق شواهد القبور ونبش وتجريف عدد من القبور في محيط مجمع ناصر الطبي. كانت المقبرة قد تعرضت سابقا لعمليات قصف عنيف من المدفعية والطائرات الحربية الإسرائيلية، ما تسبب بتدمير مئات القبور فيها.

## مقبرة بيت حانون
تعد مقبرة بيت حانون، إحدى أقدم المقابر في غزة، وتقع على بعد نحو كيلومترين فقط من نقطة عبور المشاة الرئيسية إلى إسرائيل. وتبلغ مساحة المقبرة 20 مترًا مربعًا تقريبا. وشهدت هذه المقبرة بدورها تجريفا يظهر جليا عبر صور الأقمار الإصطناعية.

## الرد الإسرائيلي
من جانبه إكتفى الجيش الإسرائيلي برد مقتضب قائلا: "نظرًا للنشاط العسكري الجاري حاليًا، لا يمكننا الرد على استفسارات محددة أو تأكيدها في الوقت الحالي، وتجدر الإشارة إلى استخدام حماس للبنية التحتية المدنية بما في ذلك المقابر".